# Omori (gra komputerowa)
Omori – komputerowa gra fabularna, wyprodukowana i wydana przez niezależne studio Omocat.
W grze gracz wciela się w nastoletniego hikikomori imieniem Sunny oraz jego alter ego Omori, kontrolowane w surrealistycznym świecie snów. Gra zawiera silne elementy psychologicznego horroru i podejmuje tematy związane z depresją, stanami lękowymi, traumą i samobójstwem.
Gra po raz pierwszy ukazała się w grudniu 2020 na platformach MacOS i Windows. W czerwcu 2022 została wydana również na platformach Nintendo Switch, Xbox One, Xbox Series i PlayStation 4 wzbogacona o dodatkową zawartość. W listopadzie 2023 ogłoszone zostały prace nad adaptacją gry w formie mangi.
Fundusze potrzebne do stworzenia gry zebrane zostały na platformie Kickstarter. Cel zbiórki osiągnięty został w ciągu jednego dnia od jej ogłoszenia.

## Fabuła
Główny bohater budzi się w tzw. „White Space” – pustej białej przestrzeni, w której żył „tak długo jak tylko pamięta”. Po krótkiej interakcji z przedmiotami, Omori otwiera drzwi, które prowadzą do kolorowego i szczęśliwego świata. Spotyka on tutaj swoich najlepszych przyjaciół, starszą siostrę oraz wiele innych postaci. Wraz z przybyciem dowiaduje się również, że jeden z ich przyjaciół, Basil, zgubił album ze zdjęciami, który zawierał wiele ważnych wspólnych wspomnień. Grupa szybko decyduje się pomóc znaleźć zgubiony album, zaczynając od przeszukania domu Basil. Album zostaje szybko znaleziony, lecz Kel i Aubrey uszkadzają go z powodu dziecinnej przepychanki, podczas której z albumu wypada jedno nieznajome zdjęcie. Basil wpada w panikę, a Omori zostaje przeniesiony z powrotem do „White Space”. Po krótkiej sekwencji w świecie realnym, główny bohater powraca do świata snów i dowiaduje się, że Basil zaginął po wydarzeniach z ostatniego incydentu. Grupa przyjaciół wyrusza więc w podróż po świecie w celu odnalezienia Basil i odkrycia tajemnicy związanej z fotografią, powoli odkrywając mroczną historię sprzed lat, która ma związek z siostrą głównego bohatera, Mari.

## Rozgrywka

Podczas walki Omori wykorzystuje system taki jak w kamień, papier i nożyce, gdzie konkretne emocje mają różne zalety i słabości

Podczas rozgrywki gracz eksploruje, walczy w systemie turowym, rozwiązuje zadania i rozmawia z postaciami w wyimaginowanym świecie snów oraz świecie realnym na przemian. W świecie snów gracz podróżuje, kontrolując zespół złożony z czterech postaci: Omori, Aubrey, Kel, Hero. Każda z postaci posiada swoje unikatowe umiejętności i cechy, które wykorzystuje się podczas walki i eksploracji świata. W świecie realnym jedyną postacią, którą może kontrolować gracz jest Sunny, do którego, w zależności od wyborów, mogą dołączyć jego przyjaciele.
Bohater podczas swojej podróży może wchodzić w interakcję z różnymi postaciami i przedmiotami. Niektóre z przedmiotów można ze sobą zabrać i wyposażyć nimi swoją drużynę lub sprzedać za walutę zwaną Małżami. Po każdym starciu postacie zdobywają również doświadczenie, które skumulowane co jakiś czas oferuje bohaterom nowe umiejętności. Efekty przedmiotów i umiejętności nie przenoszą się jednak do świata realnego, a samo ich zdobywanie jest tu ograniczone. Świat realny posiada również własną walutę, czyli Dolary.
Starcia podzielone są na tury, w czasie których gracz wybiera akcję dla każdego z sojuszników. Poza podstawowym atakiem, gracz może również używać przedmiotów, umiejętności i zespołowych ataków specjalnych. Punkty życia przedstawione są w formie serduszek, które traci się podczas otrzymywania obrażeń. Jeśli licznik serduszek spadnie do zera, sojusznicy otrzymują status tzw. tosta i zostają wyłączeni z walki. Status ten można anulować za pomocą przedmiotów lub umiejętności i nie dotyczy on przeciwników oraz głównego bohatera. W przypadku śmierci głównego bohatera gra zostaje przerwana i jedyną możliwością kontynuacji jest wczytanie ostatniego zapisu. Oprócz serduszek bohaterowie posiadają też licznik soku, który wykorzystywany jest do używania umiejętności. Poza walką gracz może przywracać serca i sok wchodząc w interakcję z kocem piknikowym starszej siostry głównego bohatera, Mari.
Podczas potyczek bohaterowie i przeciwnicy mogą otrzymywać różne efekty statusu w formie emocji. Podstawową emocją jest neutralność i nie posiada ona żadnych specjalnych efektów. Pozostałe emocje mają przeciwko sobie w zależności, wady lub zalety. W grze istnieją trzy dominujące emocje: Smutek – zwiększa defensywę i zmniejsza szybkość oraz konwertuję część obrażeń zadanych sercom w sok; Radość – zwiększa szczęście i szybkość, ale zmniejsza celność; Gniew – zwiększa atak i zmniejsza defensywę. Dodatkowo oddziaływają one między sobą w ten sposób, że Radość pokonuje Gniew, Gniew pokonuje Smutek, a Smutek pokonuje Radość. Emocje mogą się kumulować tworząc różne warianty, ale ich podstawowe efekty pozostają bez zmian, są one jedynie silniejsze.